# یانگ یینگ (بازیکن تنیس روی میز، زاده ۱۹۷۷)
یانگ یینگ (انگلیسی: Yang Ying؛ زادهٔ ۱۳ ژوئیهٔ ۱۹۷۷) بازیکن تنیس روی میز اهل چین بود.